# Tempest (videogioco)
Tempest è un videogioco sparatutto con grafica vettoriale di Atari, uscito nel 1981 in versione arcade. Originariamente ideato e programmato da David Theurer come una versione in prima persona di Space Invaders, è stato un titolo piuttosto popolare; si tratta del primo videogioco dotato di scelta della difficoltà (determinata dalla selezione di uno dei 5 livelli disponibili, ognuno diviso in diversi sotto livelli), oltre che ad essere uno dei primi a sfruttare la tecnologia "QuadraScan" di Atari, che permetteva l'uso di più colori su schermo contemporaneamente: giochi come Battlezone ottenevano la policromia grazie alla sorvapposizione di pellicole colorate. Esistono tre seguiti: Tempest 2000, Tempest 3000 e TxK.

## Modalità di gioco
In Tempest si utilizza una piccola astronave, situata sul bordo di una struttura a tubo; dal fondo della struttura salgono diversi tipi di nemici, che devono essere distrutti prima che riescano a raggiungerci (e a distruggerci a loro volta): quando tutti sono eliminati, la nave scende nel tubo e va al livello successivo (un tubo di forma differente). È possibile eliminare i nemici anche se arrivano sul bordo grazie al "super zapper", un'arma che distrugge tutto quello che appare su schermo ma che può essere utilizzata solo 2 volte per livello, e che si ricarica una volta terminato.

## Versioni
Lo statunitense Duncan Brown, proprietario di una sala giochi, modificò il gioco originale per farne una versione più difficile, chiamata Tempest Tubes. Sebbene ebbe molto successo, questa versione non fu mai riconosciuta da Atari, fino a quando la incluse nella compilation Arcade Games Pack #1, come modalità alternativa all'originale.
Esistono conversioni ufficiali per Atari ST, Amstrad CPC e ZX Spectrum. Erano state previste conversioni per Atari 2600 e Atari 5200, ma non vennero mai pubblicate, rimanendo solo a livello di prototipo.
Nel corso degli anni sono stati realizzate altre conversioni incluse in alcune raccolte:
- Microsoft Arcade (Windows 3.1)
- Atari Anthology (Xbox e PlayStation 2)
- Retro Atari Classics (Nintendo DS)
- Atari Anniversary Edition (Dreamcast, Windows, PlayStation)

Nel dicembre 2007 è stata pubblicata una versione per Xbox 360 attraverso Xbox Live Arcade, dotata di una modalità originale e una versione con grafica migliorata.

### Non ufficiali
- Per Apple II, Commodore 64, PC e Atari 8-bit uscì un gioco simile intitolato Genesis (Datasoft 1983), dove il giocatore controlla uno scorpione[3].
- Per Apple II, Commodore 64 e Atari 8-bit uscì un gioco simile intitolato Axis Assassin (Electronic Arts 1983), con la superficie non tubolare ma aperta e la possibilità di spostarsi anche in profondità.
- Nei primi mesi del 2000 Clay Cowgill pubblicò Tempest Multigame, un kit arcade che, tramite un menù a video, permetteva di giocare su un singolo cabinato il Tempest originale, Tempest Tube e due prototipi.